# Tringa melanoleuca
El chorlo mayor de patas amarillas, playero mayor patas amarillas, archibebe patigualdo grande o pitotoy grande (Tringa melanoleuca) es una especie de ave Charadriiforme de la familia Scolopacidae propia de Norteamérica, de apariencia similar a Tringa flavipes.

## Hábitat
Su hábitat de cría son los pantanos y marismas de los bosques boreales de Canadá y Alaska. Acostumbra a vadear en aguas someras y se reconoce por sus trinos.
Es migrador y durante el invierno boreal se la observa en Sudamérica

## Descripción física
Los adultos tienen largas patas amarillas y un largo y delgado pico oscuro ligeramente curvado hacia arriba y cuya longitud es mayor que la cabeza. 
El plumaje es blanco y negro por encima y muy moteado por debajo. Inverna en las riberas de lagos y marismas costeras, mudando a un plumaje más pálido y gris.

## Alimentación
Sondea el barro y aguas someras en busca de invertebrados.

## Galería de imágenes

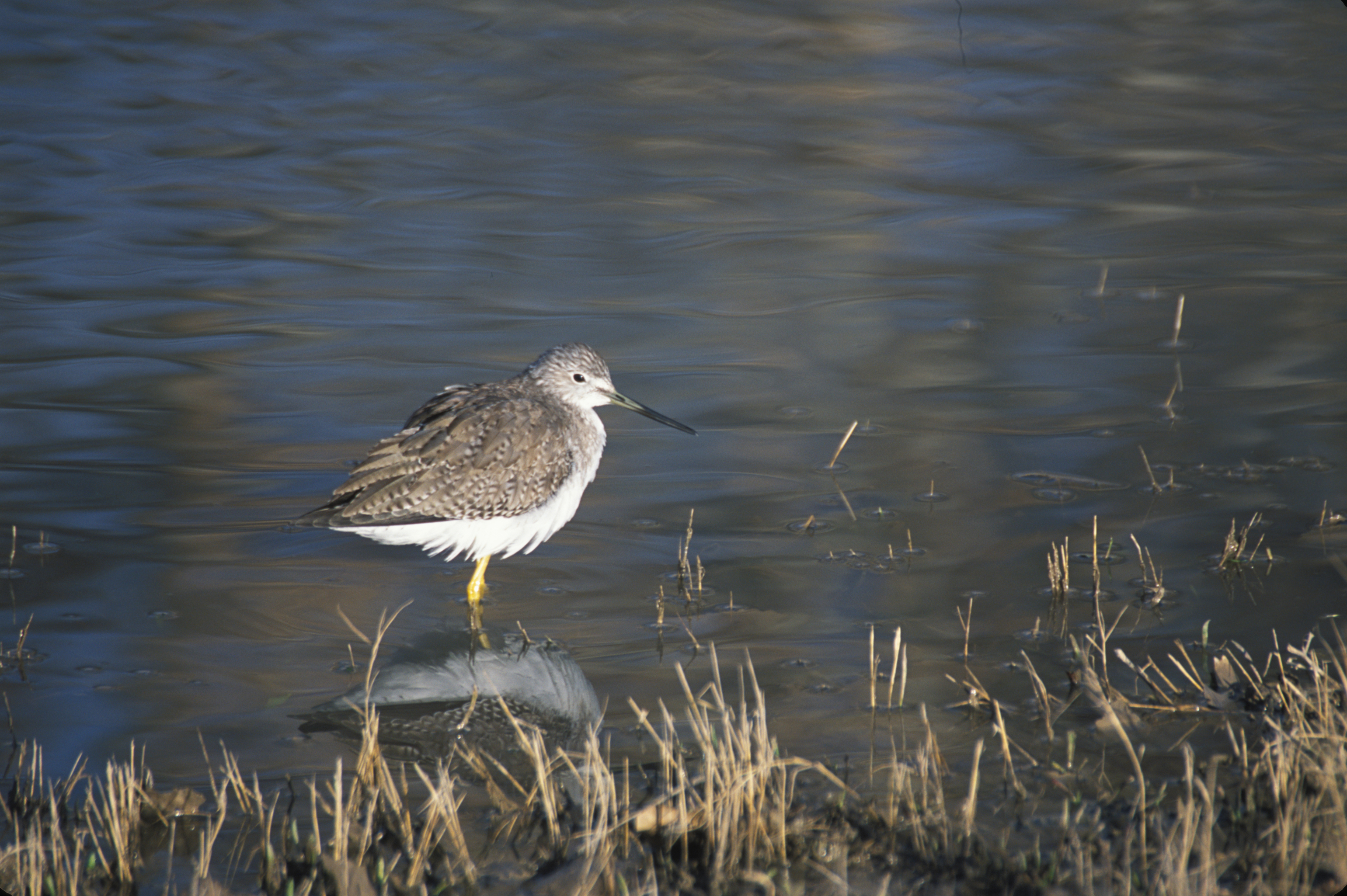
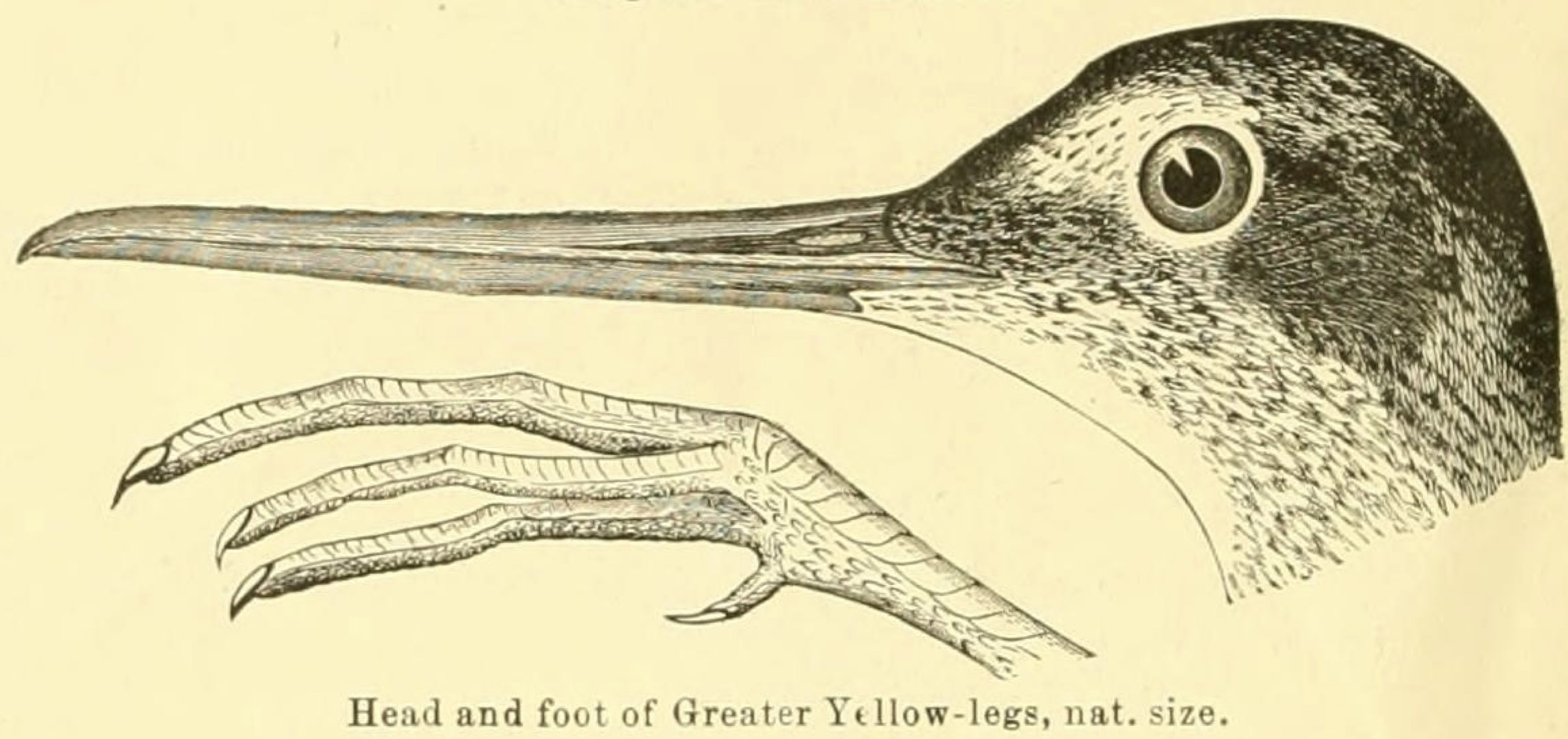
1891

- Datos: Q570379
- Multimedia: Tringa melanoleuca / Q570379
- Especies: Tringa melanoleuca